# Gaston Blackburn
Pour les articles homonymes, voir Blackburn (homonymie).
Gaston Blackburn, né le 26 janvier 1942 à Chicoutimi, est un commerçant, homme d'affaires et homme politique québécois. Il est député de la circonscription de Roberval de 1988 à 1994, sous la bannière du Parti libéral du Québec. Il est ministre de la voirie et ministre délégué au transport sous le gouvernement Johnson.

## Biographie
Gaston Blackburn étudie en marketing au cégep de Chicoutimi, en plus de suivre une formation en technique administrative au cégep de Jonquière. 
Il est gérant et propriétaire de plusieurs supermarchés de 1970 à 1987. 
En 1977 et en 1978, il est président de la Traversée internationale du lac Saint-Jean. Il est ensuite administrateur de la Fédération des sociétés d'entraide économique en 1981 et en 1982, membre du conseil d'administration du Groupe des Épiciers unis Métro-Richelieu de 1984 à 1987, membre du conseil d'administration de la Société zoologique de Saint-Félicien de 1986 à 1988 et lieutenant-gouverneur des clubs Kiwanis, division des Laurentides, en 1982 et en 1983.

## Carrière politique
Il se présente comme candidat à l'élection partielle du 20 juin 1988 dans la circonscription de Roberval, où il est élu. Il est réélu en 1989. Au cours de ses mandats, il est notamment adjoint parlementaire au premier ministre du 13 juillet 1988 au 3 mars 1989, ministre délégué à l'Environnement dans le cabinet Bourassa du 3 mars au 11 octobre 1989, ministre du Loisir, de la Chasse et de la Pêche d'octobre 1989 à janvier 1994 et ministre délégué aux Transports dans le cabinet de Daniel Johnson fils du 11 janvier 1994 au 26 septembre 1994. Il ne s'est pas représenté en 1994.
Il est administrateur au sein du conseil d'administration de l'Amicale des anciens parlementaires de 2004 à 2005. 
Il est le père de Karl Blackburn.